# Путь Солнца
«Путь Солнца» — российская метал-группа, играющая в стиле паган-трэш. Коллектив был основан Алексеем Мироновым (MirRon),  экс-вокалистом группы Butterfly Temple и Eternal Sick, в 2006 году.

## История
История группы началась в 2006 году, когда ушедший из группы Butterfly Temple вокалист Алексей Миронов решил основать собственный проект в новом для России направлении — паган-трэш.
Первый демо «Мой Север» был записан в 2008 году на студии «Mindcrusher Labs», звукоинженером которого стал Руслан Масленников.
В апреле 2009 года в коллектив пришёл бас-гитарист Дима Бельф из групп Невидь и Stigmatic Chorus, а в 2010 году — гитарист Александр Воронов (Crownsteel) из Stigmatic Chorus.
В 2010 году группа записала альбом «Победитель всегда остаётся один» под руководством Бельфа и Игоря Королёва (Kiv) на студии Kiv Records. В записи альбома также приняли Алексей Страйк, Александр Карпухин, Егор Аверьянов (Starboy) из группы БеZумные Усилия, Михаил Кузнецов (MishGun) из Rule 24, Вано из группы Манёвры, Артём Щербаков из группы Reign The Absolute, Игорь Королёв (Kiv), Самвел Анташян (SickMan) из группы Abnormity, Рома Arsafes из Невидь, Руслан Масленников (Beast) из Melancholy, Наталья Терехова из Dark Princess и Денис Розадеев. В поддержку альбома было организовано множество концертов, а также «Южный Тур» и тур «Тройной Удар» с группами Ashen Light и Изморозь. 
В 2010 году группа выступила на одной сцене с легендарной группой Megadeth на их концерте в Москве. Видео с этого выступления вошло на первое DVD «Live in Megasun».
В 2011 году в группу пришёл Андрей Ищенко, который с ней уже несколько раз играл на концертах, и участвовал в её турах. В том же году был записан второй альбом «Ветер», звукорежиссёром которого стал Kiv, а саунд-продюсером — Бельф.
В 2011 году группа активно гастролировала вместе с такими группами как Омела, Butterfly Temple, Stigmatic Chorus, Antillia и другими.
28 мая 2011 года коллектив выступил на концерте, посвящённом дню города, на центральной площади Троицка (Московская область) с такими группами как «Омела» и «Крематорий».
21 июня 2011 года стало известно, что группа исполнит кавер-версию композиции «Убей их всех» группы Чёрный Обелиск, которая войдёт в трибьют-альбом «A Tribute to Чёрный Обелиск. XXV», готовящийся к выходу в 2011 году.
В июле 2011 года группа выступила на Румынском фестивале «OST Mountain Fest — Open Air». В октябре того же  года состоялся тур по Румынии. Группа начала работать с Booking Agent «Cavalleria Events».
В декабре 2011 года заработал официальный фан-клуб группы.
В начале 2012 года у группы вышел второй по счёту DVD — «Дорогой Ветра». В издание вошли: сам DVD с живого выступления группы + CD с этого же выступления.
Альбом «Волк» был записан на студии Kiv Records в феврале 2013 года. В записи материала кроме членов команды приняли участие Алексей Страйк, Стас Шолумай (Melancholy), Лена Басс (волынка; Teufelstanz), Ратияр Буланов (Butterfly Temple), Наира Асатрян (сопрано; театр «Русская опера»), Felipe Eregion (Unearthly, Бразилия).
1 октября 2014 года вышел альбом «Гимны Победы» часть 1. В издание вошёл DVD-диск «Summer Storm» с концертом, снятым на фестивале Summer Folk Fest 2014, а также видео выступления группы с приглашёнными музыкантами (Алексей Страйк, Ратияр (Ameks), Глен (Невидь), Вадим Zodiak666 (Demons of Guillotine), Сергей Абрамов (Омела). Над записью работал только-что принятый в коллектив гитарист Роман Беглов (Rub). Сразу после релиза альбома коллектив отправился в тур, дав 23 концерта.
Летом 2015 года группа отыграла на 6 Open Air, в том числе и на Folk Summer Fest 2015. Осенью музыканты отправились в студию, где записали альбом «Гимны Победы», который вышел 1 ноября на Triple Kick Records. Вслед за этим группа отправилась в тур.
В декабре 2016 года группа отметила свой юбилей большим концертом с приглашёнными гостями: группы Butterfly Temple, Изморозь, Cerber, а также Абрей (Омела), Влад Ивойлов (Amalgama), Андрей Ищенко (Аркона), Дима Бельф и другие гости. По материалам этого концерта и выступления с группой Exumer, появился альбом «Battle Thrash Live».
Летом 2017 года «Путь Солнца» участвовала в летних Open-Air, включая Motofest 48 Rus, Зарайская Слобода, былинный Берег, Folk Summer Fest 2017, United Metal Fest. В октябре музыканты записали новые композиции для сборника «Эффект Бабочки, часть 2». Ими стали песни «Судьба» и «Преклони колено». В этом сборнике также приняли участие группы Butterfly Temple, Омела, Огонь Палатина, Antillia, Relict. В ноябре группа выпустили сингл «Будь с нами».
В 2018 году в группу пришёл гитарист Александр Сивирин, и началась работа над новыми песнями.
В мае 2019 года, «Путь Солнца» вместе с группой Amalgama отправились в Европейский тур по Польше, Чехии и Германии. В сентябре тогоже года команда поехала во второй европейский тур с австралийской группой lagerstein, посетив Польшу, Германию, Австрию Польшу, и Чехиб. В этом туре на барабанах играл Макс Талион.
В сентябре 2020 группа выпустила новый альбом «Стрелы Судьбы», выход которого анонсировал сингл «Весёлый Лепрекон», изданный ограниченным тиражом на I.D.L. Rec. Сам альбом вышел на фирме More Hate Prod с бонусным диском «Молот Времени».
В январе 2021 года в группу пришёл гитарист Денис Лысенко, усилив гитарный саунд. В марте того же года I.D.L. Rec издал сборник лучших песен группы  — «Рейс 06-21ю Остановок нет». Он был выпущен к юбилею группы.
В июле 2021, в честь своего пятнадцатилетия, группа выпустила юбилейный альбом «15 ... что дальше?» В записи приняли участие Лекс МАСТЕР, Лазарь Аркона, Rossomahhar, Руслан Пурген, Влад Ивойлов Amalgama, Дэн Стрижаков Stigmatic Chorus,  Павел Окунев Arda, Александр Хаммер Kruger,  Андрей Матюшенко Butterfly Temple,  Сергей Абрамов Омела
В феврале 2022 года альбом «15 ... что дальше?» был дополнен пятью треками, и получил название «15 дорог к Солнцу». Он выпущен в формате de lux Digibook на I.D.L. Rec.  В записи приняли участие Ксения Маркевич Калевала , Евгений Епишин  Arida Vortex, Константин Румянцев Т.Г.Е., Каира Kaira,а также музыканты из Бразилии и Греции, Felipe Araujio и Ikaros Poimenidis.

## Состав

### Действующий
- MirRon — вокал
- Алексей Стребулевич — гитара
- Антон Круглов — ударные
- Дмитрий Молотов — бас-гитара

### Бывшие участники
- Евгений Кончаков — ударные (2006 год)
- Строри — бас (2006 год)
- Саныч — гитара (2006 год)
- Александр «Crownsteel» Воронов — гитара (2010—2014)
- Christophor Moleskin (Rest in Pain, Fatal Band) — бас (2007 год)
- Дмитрий Игнатьев (Tantal, Fatal Band) — гитара (2007 год)
- Рома Вячий (Унганга, Den’s Band’s) — барабаны (2007 год)
- Тоша — вокал (2008 год)
- Иван Широков «Вано» (Манёвры, Антарктида) — гитара (2008 год)
- Женя Миллер — бас (2008 год)
- Александр Иванов (Белый Шаман) — гитара (2009 год)
- Вадим Каноненко «Ennom» (Eternal Sick, Educated Scum) — барабаны (2007—2010 год)
- Андрей Ищенко — барабаны (2010—2014 год)
- Дима Бельф — бас, вокал; (2009—2014 год)
- Глен — бас (2014—2016 год)
- А.Смирнов — барабаны (2014—2017 год)
- Роман Беглов — гитара (2014—2019 год)
- Егор Демидов — бас (2015—2020)
- Денис Лысенко — гитара (2021—2023)
- Александр Сивирин - гитара ( 2019 - 2025)

## Дискография

### Альбомы, синглы
- мини-альбом «Мой Север» (2008, I.D.L. Rec)
- полноформатный альбом «Победитель всегда остаётся один» (2010, 1 Rock Rec)
- полноформатный альбом «Ветер» (2011, Musica Production)
- полноформатный альбом «Волк» + DVD «Tarantul City» (2013, Mazzar Rec)
- полноформатный альбом «Гимны победы» + DVD «Summer Storm» (2014, I.D.L. Rec)
- полноформатный альбом «Гимны победы. Часть 2» (2015 Triple Kick Rec)
- полноформатный альбом «Battle Thrash Live» + DVD «Battle сlips» (2017, I.D.L. Rec)
- интернет сингл «Будь с нами» (2017, I.D.L. Rec)
- сингл «Весёлый Лепрекон» (2020 , I.D.L. Rec)
- полноформатный альбом « Стрелы Судьбы» + бонус альбом «Молот Времени» (2020, More Hate Prod)
- полноформатный альбом «15 … что дальше?» (2021)
- полноформатный альбом «15 дорог к солнцу» (2022)

### Сплиты
- 2009 — «Эффект бабочки» (совместно с группами Омела,Butterfly Temple и Невидь)
- 2017 — «Эффект бабочки, часть 2» (совместно с группами Омела, Butterfly Temple, Огонь Палатина, Antillia)

### Каверыпесен
| №  | Название                    | Альбом                           | Год  | Автор               |
| -- | --------------------------- | -------------------------------- | ---- | ------------------- |
| 1. | Бегу я рысью, бегу я волком | Солнцестояние (Лучшее за 15 лет) | 2010 | Butterfly Temple    |
| 2. | Радио Идеал                 | Tribute to Magister              | 2011 | Магистр             |
| 3. | Убей их всех                | A Tribute to Чёрный Обелиск. XXV | 2011 | Чёрный Обелиск      |
| 4. | Return of Ravens            | Twenty Years in Tears            | 2012 | Lake of Tears       |
| 5. | Мы не хотим                 | A Tribute to Мастер              | 2013 | Мастер              |
| 6. | Попс                        | A Tribute to Гражданская оборона | 2013 | Гражданская оборона |
| 7  | Велес                       | A Tribute to Butterfly Temple    | 2015 | Butterfly Temple    |

## Видеография
- DVD «Live MegaSun» 2010 год
- DVD «Дорогой Ветра» 2012 год
- DVD «Tarantul City» 2013 год
- DVD «Summer Storm» 2014 год
- DVD «Battle сlips» 2017 год
- DVD «15 что дальше, часть 1 Live in Bolivar» 2021 год
- DVD «15 что дальше, часть 2 Live in Alibi» 2022 год